# 4043 Perolof
4043 Perolof eller 1175 T-3 är en asteroid i huvudbältet som upptäcktes den 17 oktober 1977 av den nederländsk-amerikanske astronomen Tom Gehrels och det nederländska astronomparet Ingrid van Houten-Groeneveld och Cornelis Johannes van Houten vid Palomar-observatoriet. Den är uppkallad efter den svenske astronomen Per Olof Lindblad.
Asteroiden har en diameter på ungefär 17 kilometer.